# Кхуэной
Кхуэно́й (тайск. แม่น้ำแควน้อย, чит. «мэнамкхвэной», букв. «малый приток») — река на северо-западе Таиланда. В месте слияния с рекой Кхвэяй образует реку Мэкхлонг. Длина реки — 150 км.

## Перемена названия
До 1960-х годов река носила название Кхвэ (букв. «приток») и считалась правым притоком Мэкхлонга.
В годы Второй мировой войны при сооружении японцами Тайско-Бирманской железной дороги у города Канчанабури через Мэклонг силами военнопленных был построен мост. История строительства моста легла в основу романа Пьера Буля «Мост через реку Квай», где место действия было перенесено на реку Кхвэ, название которой оказалось искажено. Фильм, снятый по книге, принёс мосту всемирную славу.
Благодаря фильму мост стал важным местом притяжения туристов и паломников, и в туристской среде верхняя часть Мэкхлонга стала широко известна под названием Квай. Таиландское правительство решило привести название реки в частичное соответствие с фильмом, переименовав реку Кхвэ в Кхвэной (буквально «малый приток»), а часть реки Мэкхлонг выше впадения Кхвэ переименовав в Кхвэяй (буквально «большой приток»).

## Гидроэлектростанция Вачиралонгкон
В ампхе Тхонгпхапхум река перекрыта плотиной Вачиралонгкон с гидроэлектростанцией мощностью 300 МВт и среднегодовой выработкой 460 ГВт⋅ч. Плотина образует водохранилище Кхаулэм, предельная ёмкость которого составляет 8 860 000 000 м³ при площади бассейна 3720 км². Среднегодовой сток воды в водохранилище составляет 5 500 000 000 м³. Нормальный уровень воды 155 м над уровнем моря.
Постройка плотины была начата в 1979 году, заполнение водохранилища началось в июне 1984 года. Три энергоблока ГЭС введены в строй по очереди в октябре и декабре 1984 года и феврале 1985 года. Изначально плотина и ГЭС были одноимёнными с водохранилищем, но 13 июля 2001 года были переименованы в честь кронпринца Вачиралонгкорна.